# Ingólfsfjall

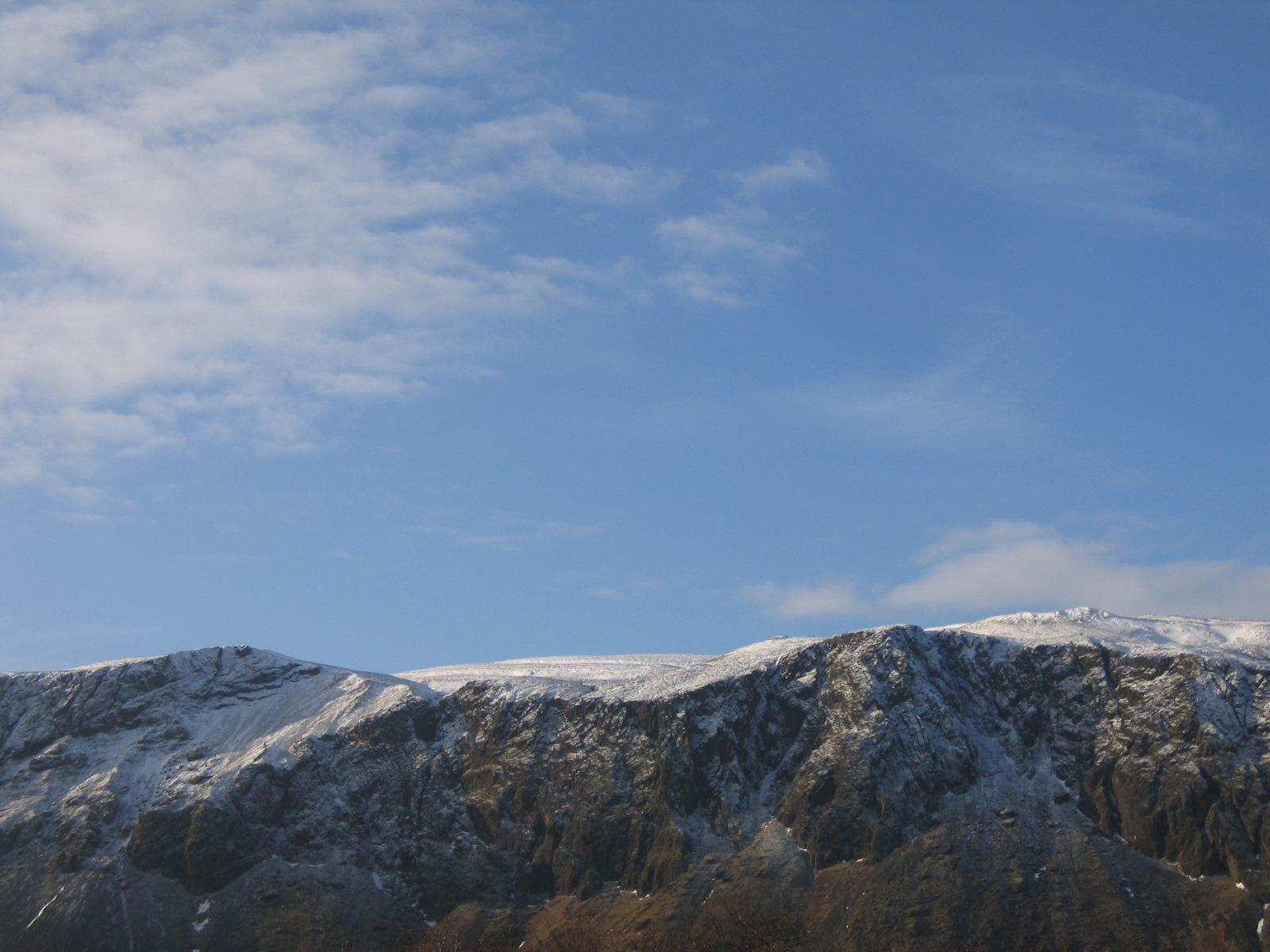
Gipfelplateau des Ingólfsfjall

Der Ingólfsfjall (551 m) ist ein Tafelvulkan im Süden von Island, zwischen den Orten Hveragerði und Selfoss, der unter einem Eiszeitgletscher entstand.

## Lage
Der Berg liegt im Bezirk Árnessýsla, auf dem Gemeindegebiet von Ölfus, Grímsnes og Grafningur und Árborg. Über den Grafningsháls ist er mit dem Gebirgszug Grafningsfjöll verbunden.
Ingólfsfjall liegt etwa 3 km von der Stadt Selfoss entfernt und nördlich des Flusses Ölfusá.
An seinem östlichen Fuße fließen zwei größere unterschiedlich gefärbte Flüsse zusammen: Sog, der aus dem Þingvallavatn kommt, ein Quellfluss von dunklerer Farbe, und Hvítá, die vom Langjökull herunterströmt, u. a. über den Wasserfall Gullfoss, und von heller Farbe ist, weil es sich um einen Gletscherfluss handelt.

## Bezug zu Ingólfur Arnarson
Der Berg hat seinen Namen von Ingólfur Arnarson, dem ersten Siedler Islands.
Das Landnámabók berichtet, Ingólfur wäre an der höchsten Stelle des Berges, im sog. Ingólfshóll, begraben.
Außerdem soll er auf dem Berg oder an seinem Fuße überwintert haben. Dabei existieren unterschiedliche Theorien darüber, wo genau sich diese Niederlassung befunden habe. Das Landnámabók siedelt sie oben auf dem Berg an. Dies ist jedoch sehr unglaubwürdig, weil er dort den Winterstürmen viel zu sehr ausgesetzt gewesen wäre. Heute nimmt man eher an, es wäre irgendwo am Fuß des Berges gewesen. Darauf weist auch der überlieferte Name einer Wiese Ingólfstún hin.

## Zur Geologie
Der Berg entstand während der Eiszeit. Er baut sich aus Palagonit- und Basaltlagen auf.
Dabei bestehen seine unteren Lagen hauptsächlich aus Palagonit. Als der Vulkan sich durch den Gletscher gearbeitet hatte, wurden oben auf diese Lagen Lavaschichten gelegt.
Der Gipfel weist einen Hügel namens Ingólfshóll auf, der aus der relativ flachen Tafeloberfläche ragt. Bei ihm handelt es sich vermutlich um die Reste des Kraters, aus dem die Laven flossen. Die Lavaschichten oben am Berg bestehen aus Olivinbasalt.
An der Südseite des Berges entdeckt man Felsen von auffallend silbergrauer Farbe mit wurstförmigen Elementen, die unter Naturschutz stehen. Die Felsnase heißt Silfurberg und erhielt ihre Farbe durch Kristallbildung.
Am Ende der Eiszeit ragte der Ingólfsfjall eine Zeitlang als Kap aus dem Meer auf, daher sind seine Hänge so schroff.

## Das Erdbeben im Sommer 2008
Der Tafelvulkan Ingólfsfjall liegt an der sogenannten Hengill-Triple-Junction, wo sich die westliche aktive Rift- und Vulkanzone mit der südlichen Transferzone kreuzt, ein Gebiet, in dem naturgemäß mit zahlreichen und auch stärkeren Erdstößen zu rechnen ist.
So spielte der Ingólfsfjall eine Schlüsselrolle bei den Erdbeben in Südisland im Sommer 2008 (29. Mai). Das Hypozentrum des zweiten starken Erdbebens (Stärke 6,3 auf der Richterskala) befand sich direkt unter ihm, worauf man an seinen Hängen zahlreiche Erdrutsche feststellte. Das Erdbeben wurde in weiten Teilen des Landes verspürt.